# Майдель, Георг Юхан
Барон Георг Юхан Майдель (швед. Georg Johan Maidel; 1648 — 1710, Ревель) — шведский военачальник, генерал от инфантерии (1706), участник Северной войны (1700-21).

## Биография
Представитель древнего дворянского рода. Служил в шведской, с 1665 года — в испанской армиях, участвовал в войнах с Францией, Нидерландами, в 1675 году вернулся на шведскую службу в чине капитана, в 1676 году — подполковник, в 1686 году — полковник, за воинские заслуги в 1693 году возведен шведским королём в баронское достоинство.
С началом Северной войны в 1700 году — генерал-майор, весной 1700 года направлен Карлом XII из Финляндии в Лифляндию во главе корпуса в 7000 человек. С открытием кампании против России осенью 1700 года действовал под началом генерала от кавалерии О. Веллинга, нанёс поражение русским войскам при Пурце в Эстляндии, вскоре участвовал в разгроме русской армии под Нарвой.
В 1703 году — генерал-лейтенант и комендант Выборга. В 1704 и в 1705 годах дважды предпринимал неудачные попытки овладеть Санкт-Петербургом. В 1706 году отстоял Выборг от нападения Петра I, за что получил чин генерала от инфантерии.